# Marana
Marana és una població dels Estats Units a l'estat d'Arizona. Segons el cens del 2007 tenia 31.860 habitants.

## Demografia
Segons el cens del 2000, Marana tenia 13.556 habitants, 4.944 habitatges, i 3.826 famílies La densitat de població era de 72 habitants/km².
Dels 4.944 habitatges en un 36,2% hi vivien nens de menys de 18 anys, en un 66,1% hi vivien parelles casades, en un 8,3% dones solteres, i en un 22,6% no eren unitats familiars. En el 17,2% dels habitatges hi vivien persones soles el 4,3% de les quals corresponia a persones de 65 anys o més que vivien soles. El nombre mitjà de persones vivint en cada habitatge era de 2,66 i el nombre mitjà de persones que vivien en cada família era de 3.
Per edats la població es repartia de la següent manera: un 26,7% tenia menys de 18 anys, un 7,4% entre 18 i 24, un 34,3% entre 25 i 44, un 22,1% de 45 a 60 i un 9,5% 65 anys o més.
L'edat mediana era de 34 anys. Per cada 100 dones de 18 o més anys hi havia 98,8 homes.
La renda mediana per habitatge era de 52.870 $ i la renda mediana per família de 56.718 $. Els homes tenien una renda mediana de 43.564 $ mentre que les dones 27.663 $. La renda per capita de la població era de 22.408 $. Aproximadament el 5,5% de les famílies i el 6,2% de la població estaven per davall del llindar de pobresa.

## Poblacions més a prop
El següent diagrama mostra les poblacions més a prop.